# هاميش بينيت
هاميش بينيت (22 فبراير 1987 في نيوزيلندا - ) (بالإنجليزية: Hamish Bennett)‏ هو لاعب كريكت نيوزلندي. شارك مع منتخب نيوزيلندا الوطني للكريكت. أما مع النوادي، فقد لعب مع فريق كانتربري للكريكت ‏.

## وصلات خارجية
- هاميش بينيت على موقع إي آس بي آن كريك إنفو (الإنجليزية)